# Chorthippus
Chorthippus là một chi châu chấu lớn trong họ Acrididae với khoảng 190 loài được mô tả. Một số trong số này được đặt trong Glyptobothrus của các tác giả khác.

## Species
| - Chorthippus abchasicus - Chorthippus acroleucus - Chorthippus aethalinus - Chorthippus albomarginatus - Chorthippus albonemus - Chorthippus almoranus - Chorthippus alxaensis - Chorthippus amplilineatus - Chorthippus amplimedilocus - Chorthippus amplintersitus - Chorthippus angulatus - Chorthippus anomopterus - Chorthippus antennalis - Chorthippus aroliumulus - Chorthippus atridorsus - Chorthippus badachshani - Chorthippus badius - Chorthippus barbipes - Chorthippus bellus - Chorthippus biguttulus - Chorthippus bilineatus - Chorthippus brachypterus - Chorthippus brevicornis - Chorthippus brevipterus - Chorthippus brunneus - Chorthippus bruttius - Chorthippus bucharicus - Chorthippus burripes - Chorthippus caliginosus - Chorthippus campestris - Chorthippus caporiaccoi - Chorthippus cavilosus - Chorthippus changbaishanensis - Chorthippus changtunensis - Chorthippus chapini - Chorthippus chayuensis - Chorthippus chinensis - Chorthippus cialancensis - Chorthippus conicaudatus - Chorthippus curtipennis - Chorthippus cypriotus - Chorthippus daihinganlingensis - Chorthippus daitongensis - Chorthippus daixianensis - Chorthippus darvazicus - Chorthippus davatchii - Chorthippus daweishanensis - Chorthippus deginensis - Chorthippus dichrous - Chorthippus dierli - Chorthippus dirshi - Chorthippus dorsatus - Chorthippus escalerai - Chorthippus ezuoqiensis - Chorthippus fallax - Chorthippus ferghanensis - Chorthippus flavabdomenus - Chorthippus flavitibias - Chorthippus flexivenus - Chorthippus foveatus - Chorthippus gansuensis - Chorthippus geminus - Chorthippus genheensis - Chorthippus giganteus | - Chorthippus gongbuensis - Chorthippus gongshanensis - Chorthippus grahami - Chorthippus guandishanensis - Chorthippus haibeiensis - Chorthippus halawuensis - Chorthippus hammarstroemi - Chorthippus heilongjiangensis - Chorthippus helanshanensis - Chorthippus hemipterus - Chorthippus hengshanensis - Chorthippus himalayanus - Chorthippus hirtus - Chorthippus horginensis - Chorthippus horvathi - Chorthippus hsiai - Chorthippus hunanensis - Chorthippus hyalinus - Chorthippus hyrcanus - Chorthippus ilkazi - Chorthippus indus - Chorthippus ingenitzkii - Chorthippus intermedius - Chorthippus jachontovi - Chorthippus jacobsoni - Chorthippus jilinensis - Chorthippus jishishanensis - Chorthippus johnseni - Chorthippus jucundus - Chorthippus jutlandica - Chorthippus karatavicus - Chorthippus karateghinicus - Chorthippus keshanensis - Chorthippus ketmenicus - Chorthippus kirghizicus - Chorthippus kiyosawai - Chorthippus kusnetsovi - Chorthippus labaumei - Chorthippus lacustris - Chorthippus latilifoveatus - Chorthippus latipennis - Chorthippus latisulcus - Chorthippus leduensis - Chorthippus longicornus - Chorthippus longisonus - Chorthippus loratus - Chorthippus louguanensis - Chorthippus luminosus - Chorthippus maerkangensis - Chorthippus maracandicus - Chorthippus markamensis - Chorthippus minutus - Chorthippus mistshenkoi - Chorthippus monilicornis - Chorthippus montanus - Chorthippus muktinathensis - Chorthippus multipegus - Chorthippus neipopennis - Chorthippus nemus - Chorthippus nepalensis - Chorthippus nevadensis - Chorthippus nigricanivenus - Chorthippus ningwuensis - Chorthippus nudus | - Chorthippus occidentalis - Chorthippus oreophilus - Chorthippus oschei - Chorthippus parallelus - Chorthippus parvulus - Chorthippus pascuus - Chorthippus pavlovskii - Chorthippus peipingensis - Chorthippus peneri - Chorthippus pilipes - Chorthippus plotnikovi - Chorthippus pullus - Chorthippus pygmaeus - Chorthippus qilianshanensis - Chorthippus qingzangensis - Chorthippus robustus - Chorthippus rubensabdomenis - Chorthippus ruficornus - Chorthippus rufifemurus - Chorthippus rufipennis - Chorthippus rufitibis - Chorthippus saitzevi - Chorthippus sanlanggothis - Chorthippus satunini - Chorthippus savalanicus - Chorthippus saxatilis - Chorthippus scalaris - Chorthippus separatanus - Chorthippus shantariensis - Chorthippus shantungensis - Chorthippus shenmuensis - Chorthippus shennongjianensis - Chorthippus shumakovi - Chorthippus similis - Chorthippus songoricus - Chorthippus squamopennis - Chorthippus supranimbus - Chorthippus syriacus - Chorthippus szijji - Chorthippus tadzhicus - Chorthippus taiyuanensis - Chorthippus tianshanicus - Chorthippus tiantengensis - Chorthippus tibetanus - Chorthippus transalajicus - Chorthippus turanicus - Chorthippus unicubitus - Chorthippus uvarovi - Chorthippus vicinus - Chorthippus wuyishanensis - Chorthippus xiangchengensis - Chorthippus xiningensis - Chorthippus xueshanensis - Chorthippus xunhuaensis - Chorthippus yanmenguanensis - Chorthippus yanyuanensis - Chorthippus yuanmowensis - Chorthippus yuanshanensis - Chorthippus yulingensis - Chorthippus yunnanensis - Chorthippus yunnaneus - Chorthippus zaitsevi - Chorthippus zhengi |